# Правопорядок
Правопоря́док — состояние общественных отношений, при котором обеспечивается соблюдение закона и иных правовых норм, одна из составных частей общественного порядка. 
Правопорядок состояние фактической урегулированности социальных связей, качественное выражение законности, и характеризуется уровнем законности в государстве и степенью реализации прав и свобод человека и гражданина, а также исполнением ими и государственными органами возложенных законом обязанностей.

## Основные признаки
Основными признаками правопорядка являются:
- его регламентация правовыми нормами
- реальное воплощение содержания данных норм в жизни, урегулированность на их основе общественных отношений
- гарантированность государством.

## Принципы
К главным принципам правопорядка относятся:
- законность
- конституционность
- целостность
- структурность
- иерархичность
- нормативность
- справедливость
- подконтрольность
- простота
- гарантированность.

## Структура
Структуру правопорядка составляют:
- правовая организация общества (законы и легитимизированные ими государственные органы, а также негосударственные образования и граждане);
- правоотношения и связи в обществе;
- а также определённая (нормативная) упорядоченность этих правоотношений и связей (чёткое определение статуса участников правоотношений, их субъективных прав и юридических обязанностей, полномочий).

Правопорядок может быть классифицирован по территориальному охвату (правопорядок в государстве, городе и т. д.), а также по отраслям права и правовому охвату (конституционный, административный, финансовый и т. д.).

## Признаки
Выделяют следующие признаки правопорядка:
- Определённость. Правопорядок базируется на формально-определённых правовых предписаниях.
- Системность. Правопорядок — это система отношений, основанная на единой сущности права, господствующей форме собственности, системе экономических отношений и обеспечивается силой единой государственной власти.
- Организованность. Правопорядок возникает при организующей деятельности государства, его органов.
- Государственная гарантированность. Существующий правопорядок обеспечивается государством, охраняется им от нарушений.
- Устойчивость. Возникающий на основе права и обеспечиваемый государством правопорядок достаточно стабилен, устойчив.
- Единство. Основанный на единых политических и правовых принципах, обеспечиваемый единством государственной воли и законности, правопорядок один на территории всей страны. Все его составляющие в равной степени гарантируются государством, любые его нарушения считаются правонарушениями и пресекаются государственным принуждением.

В 1979 году Генеральная Ассамблея ООН приняла Кодекс поведения должностных лиц по поддержанию правопорядка.

## В искусстве
- О правопорядке и людях защищающих его в 1995 году был снят фильм Судья Дредд, главный персонаж, Джозеф Дредд, воплощает в себе сильный образ человека на страже правопорядка и гражданина будущего.